# Краснокаменське міське поселення
Кра́снока́менське міське поселення (рос. Краснокаменское городское поселение) — міське поселення у складі Краснокаменського району Забайкальського краю Росії.
Адміністративний центр та єдиний населений пункт — місто Краснокаменськ.
Селище Октябрський 2014 року було ліквідовано, населення переселене до міста Краснокаменськ.

## Населення
Населення міського поселення становить 51648 осіб (2019; 56670 у 2010, 58128 у 2002).

## Склад
До складу міського поселення входять:
| Населений пункт       | Населення, осіб (2002) | Населення, осіб (2010) |
| --------------------- | ---------------------- | ---------------------- |
| Краснокаменськ, місто | 55920                  | 55666                  |
| Октябрський, селище   | 2208                   | 1004                   |